# Montserrat Soliva Torrentó
Montserrat Soliva Torrentó (Torres de Segre, Lérida, 1943-Blanes, 15 de septiembre de 2019) fue doctora en ciencias químicas y científica española. Profesora de la Escuela Superior de Agricultura de Barcelona Archivado el 19 de abril de 2015 en Wayback Machine. de la Universidad Politécnica de Cataluña.

## Biografía
Montserrat Soliva se tituló en Ciencias Químicas por la Universidad de Barcelona, doctorándose en el Instituto de Biología Fundamental por la Universidad Autónoma de Barcelona después de trabajar seis años en el Laboratorio Químico-Textil de fibras artificiales de la SAFA (Blanes). Fue profesora durante 32 años de la Escuela Superior de Agricultura de Barcelona Archivado el 19 de abril de 2015 en Wayback Machine. responsable de asignaturas relacionadas con el Análisis Químico Agrícola y la Gestión y tratamiento de residuos orgánicos. Especializada en compostaje y en la caracterización, diagnosis y aplicación al suelo de residuos orgánicos. A pesar de estar jubilada, siguió colaborando con el grupo de Caracterización, Diagnosis y Compostaje de Residuos Orgánicos de la Escuela Superior de Agricultura de Barcelona Archivado el 19 de abril de 2015 en Wayback Machine. (ESAB-UPC).
Dirigió más de 150 proyectos final de carrera relacionados con estos temas, participando en numerosos proyectos de investigación y asesoró a empresas y administraciones en temas relacionados con el tratamiento de residuos. Además, cuenta con numerosas publicaciones científicas y de divulgación. La tarea realizada durante su larga trayectoria investigadora se centró primordialmente en el compostaje, con la misión de preservar y mejorar el medio ambiente, proteger el suelo e incrementar la productividad agraria.
Montserrat Soliva está considerada como una de las máximas autoridades estatales en el tema del compostaje.
En 2012 recibe el premio Medio Ambiente a la trayectoria investigadora de la Generalidad de Cataluña. De este modo, se le reconoce su trayectoria profesional y personal de más de 36 años al servicio de la agricultura y la protección y mejora del medio ambiente, desde su intensa actividad universitaria de docencia, formación especializada, investigación y transferencia tecnológica.

### Últimos proyectos en que participó
- Aplicación de compost de fracción orgánica de residuos sólidos municipales en la fertilización de cultivos hortícolas en la comarca del Maresme. 2006-2009. Ministerio de Medio Ambiente.

- Redacción del libro: Procés de compostatge: caracterització de mostres,[7] publicado (versión en castellano y catalán) por el Servei de Medi Ambient de la Diputación de Barcelona. 2010
- Redacción del libro (edición digital) Compostaje de Residuos municipales; control del proceso, rendimiento y calidad del producto,[8] editado por la Agencia de Residuos de Cataluña (versión en castellano y catalán). 2010

- Evaluación y mejora de las tecnologías de tratamiento biológico de residuos municipales en Cataluña. 2005-07. Ministerio de Medio Ambiente.
- Estudio sobre los factores que intervienen en la determinación de la calidad del compost procedente de la materia orgánica de los residuos municipales y de los residuos ganaderos y de su efecto sobre el mercado del producto. 2005-06. Agencia de Residuos de Cataluña.
- Caracterización y diagnosis de muestras de diferentes tipos de materiales procedentes de plantas de compostaje de la empresa CESPA-FERROVIAL. 2006. CESPA-GTR.
- Proyecto de caracterización y tipificación de la calidad del compost producido en España. 2003-05. Instituto Geológico y Minero.
- Evaluación de los métodos de compostaje y la calidad del compost procedente de la materia orgánica de la recogida selectiva municipal. 2003-06. Servicio de Medio Ambiente de la Diputación de Barcelona.

## Personal
Era hija de Napoleó Soliva Moner, maestro de Blanes, población donde ejerció durante 30 años y en la que tiene una escuela dedicada a su nombre (Escuela Napoleó Soliva) en reconocimiento a su trayectoria docente.